# Mykoła Barmak
Mykoła Walentynowycz Barmak (ukr. Микола Валентинович Бармак, ur. 13 stycznia 1966 w Nowogradzie Wołyńskim) – ukraiński naukowiec, historyk, nauczyciel, doktor nauk historycznych (2007), profesor (2010), członek Ukraińskiego Towarzystwa Heraldycznego.

## Biografia
Ukończył studia na Wydziale Historycznym Instytutu Pedagogicznego im. Łesi Ukrainki w Łucku (1989, z wyróżnieniem). Od 1989 pracuje w Narodowym Uniwersytecie Pedagogicznym im. Wołodymyra Hnatiuka w Tarnopolu: asystent (1989), adiunkt (1999), kierownik (2009-2014), profesor (2010) Katedry Historii Ukrainy; dziekan Wydziału Historycznego (2013-2016); kierownik Ośrodka Badawczego badania mniejszości narodowych i stosunków międzyetnicznych (od 2018); kierownik Katedry Historii Ukrainy, Archeologii i specjalnych gałęzi nauk historycznych (od 2019).
Szef zarządu polityki wewnętrznej Tarnopolskiej Obwodowej Administracji Państwowej (2001-2002).
Członek kolegium redakcyjnego 3-tomowego wydania encyklopedycznego „Tarnopolszczyzna. Historia miast i wsi”.

## Źródła
- Богдан Мельничук: Бармак Микола Валентинович. W: Тернопільський енциклопедичний словник. редкол.: Г. Яворський та ін.. T. 3: П—Я. Тернопіль : Видавничо-поліграфічний комбінат «Збруч», 2008, s. 34–35. ISBN 978-966-528-279-2. (ukr.)
- Бармак Микола Валентинович // ТНПУ.
- Бармак Микола Валентинович // УГТ.